# Avaland
Avaland est un groupe français de metal opéra, originaire de Grenoble. Il est formé, écrit et composé par Adrien G.Gzagg. Ce projet évolue dans un style mêlant power metal et metal symphonique, allant parfois chercher quelques influences dans les musiques progressives.
Inspiré par la fantasy, l'alchimie, les légendes et l'Histoire, Adrien G. Gzagg imagine dix récits dans des temporalités différentes, développant en une fresque musicale dix chapitres importants du lieu magique qu'il baptise Avaland pour autant d'albums envisagés. En 2024, le groupe compte deux de ces chapitres, Theater of Sorcery (avril 2021) et The Legend of the Storyteller (mars 2023).

## Histoire

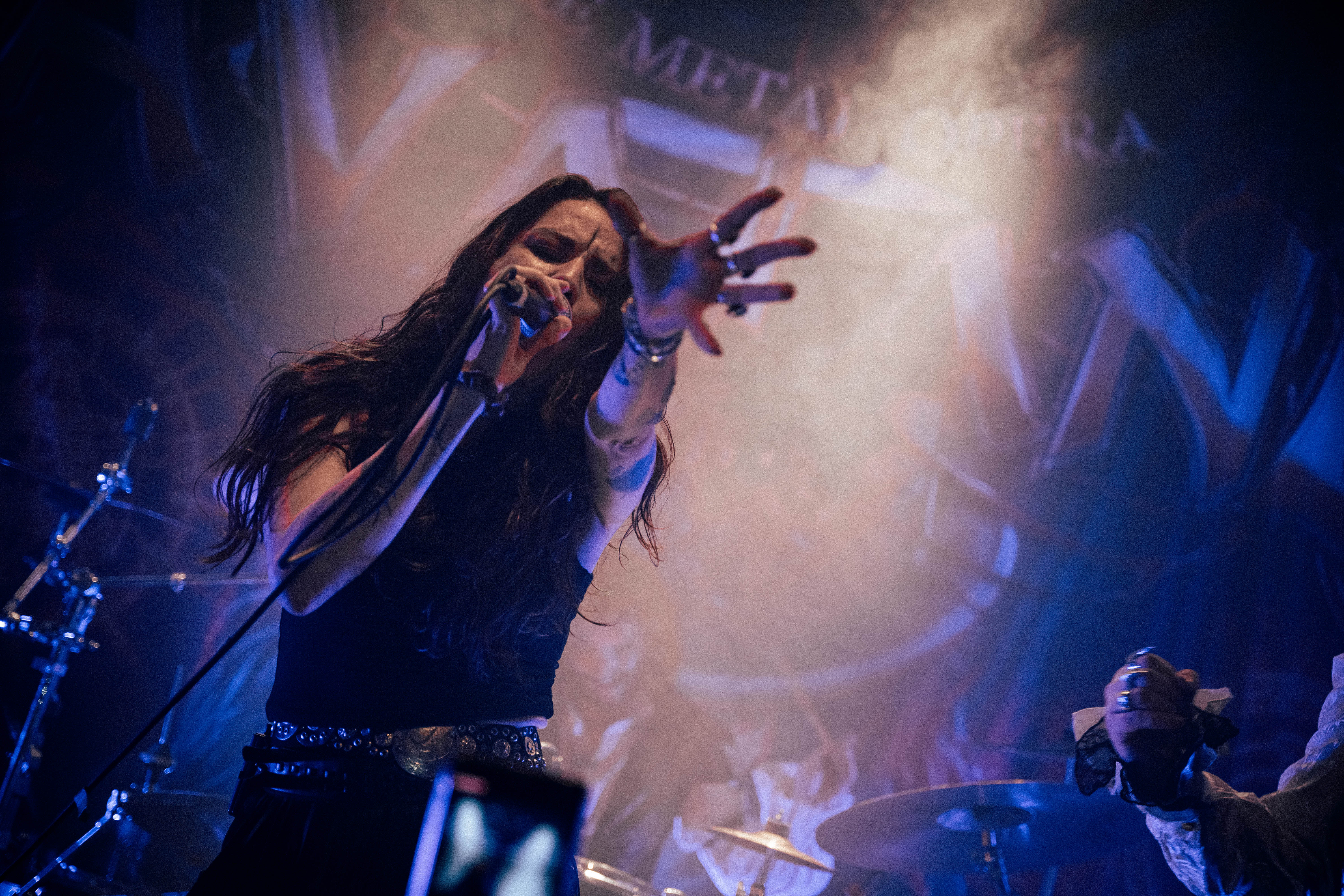
Madie en concert avec Avaland à Grenoble en janvier 2023.

Avaland est formé en 2018 sous l'impulsion de son créateur Adrien G. Gzagg, dont la vision se concrétise en 2020 avec la création du futur Theater of Sorcery alors entouré de Lucas Martinez et Christophe Feutrier se partageant les guitares, Camille Souffron (économiste) et Léo Mouchonay (agriculteur). Le premier album Theater of Sorcery sort en avril 2021, signé sur le label indépendant Rockshots Records (Italie), sur lequel figurent plusieurs autres musiciens notables de la scène heavy metal internationale,.
Cependant ce premier opus, sorti en pleine crise pandémie de Covid-19, empêche la formation de défendre sa musique sur scène. Christophe Feutrier quitte le projet pendant les préparatifs de tournée, tandis que Jeff Kanji (chanteur invité sur le premier album) rejoint le groupe comme membre permanent. Une tournée en première partie de Sortilège prévue en promotion du premier album Theater of Sorcery, est reportée puis annulée. Avaland joue finalement son premier concert lors de l'édition 2022 du Rising Fest (festival heavy metal proche de Dijon), en co-headlining avec BlackRain.
Les retours positifs du public sur cette première prestation à quatre vocalistes encouragent le groupe à présenter de nouveaux titres du futur The Legend of the Storyteller sur scène et faire salle comble à l'Ampérage, dans sa ville de Grenoble avec le renfort de Madie (ex-Nightmare, Faith In Agony), puis d'exporter sa musique sur Lyon sur la scène du Rock'N'Eat. En préambule à la sortie de son deuxième album The Legend of the Storyteller,, Avaland embarque en mars 2023 pour sa première tournée européenne en compagnie de Rhapsody of Fire, Helikon puis Symphonity à compter du concert de Leipzig.
Le groupe joue finalement avec Sortilège en novembre 2023 au Jas Rod, vers Marseille, avec un plateau intégralement français avec Star Rider et Tentation. Avaland sort à cette occasion un single en français (première pour le groupe), La Folie du sage version revisitée dans sa langue maternelle du titre Madness of the Wise, sur lequel chante Christian « Zouille » Augustin, le vocaliste de Sortilège.

## Style musical et influences
Avaland s'exprime par le biais d'une musique symphonique, épique et théâtrale. Elle s'inspire de projets tels Avantasia et Ayreon, mais aussi de formations de la scène power metal comme Savatage, Blind Guardian ou encore Angra. Certaines influences venant du rock progressif à l'image de The Alan Parsons Project, Genesis ou Yes habillent également l'univers musical du groupe, quand le travail des guitares et de la section rythmique (basse et batterie) évoque des inspirations venant plutôt du death metal mélodique (Mors Principium Est, Arch Enemy...), voire du jazz rock (Weather Report),.
Pour ce qui est des histoires racontées dans chaque album, Gzagg s'inspire de légendes et fictions de genre fantasy (Game of Thrones, Le Seigneur des anneaux, Légende arthurienne), pour créer l'univers du royaume fictif d'Avaland, plongé dans l'alchimie et la sorcellerie.

### Metal opéra
Reprenant certains codes de l'opéra et de l'opéra-rock sa version plus moderne, les intrigues des albums d'Avaland mettent en relation et en opposition différents personnages, justifiant l'adjonction de plusieurs vocalistes à la formation principale, constituée de deux chanteurs, Adrien G. Gzagg et Jeff Kanji, un guitariste, Lucas Martinez, un bassiste-contrebassiste, Camille Souffron, et un batteur, Léo Mouchonay, qui écrit et réalise les albums.
Les concerts du groupe aspirent ainsi à une mise en scène graphique qui permet l'immersion du spectateur, par l'intermédiaire de décors et lumières colorés, et d'invités, au rang desquels on retrouve plusieurs intervenants présents sur album (Cara (Eltharia), Madie (ex-Nightmare, Faith In Agony), Ivan Castelli (Lionsoul)) mais aussi Sophie Yanelli ou encore Mayo Petranin (Symphonity). Avaland donne ainsi corps à son Metal Opera, dans sa vision des comédies musicales et opéra-rock comme Tommy de The Who, Jesus Christ Superstar ou Starmania.

## Membres

### Membres actuels
- Adrien G. Gzagg - chant, claviers, orchestrations
- Jeff Kanji - chant, chœurs, instrumentation additionnelle
- Lucas Martinez - guitare
- Camille Souffron - basse 6 cordes, contrebasse
- Léo Mouchonay - batterie

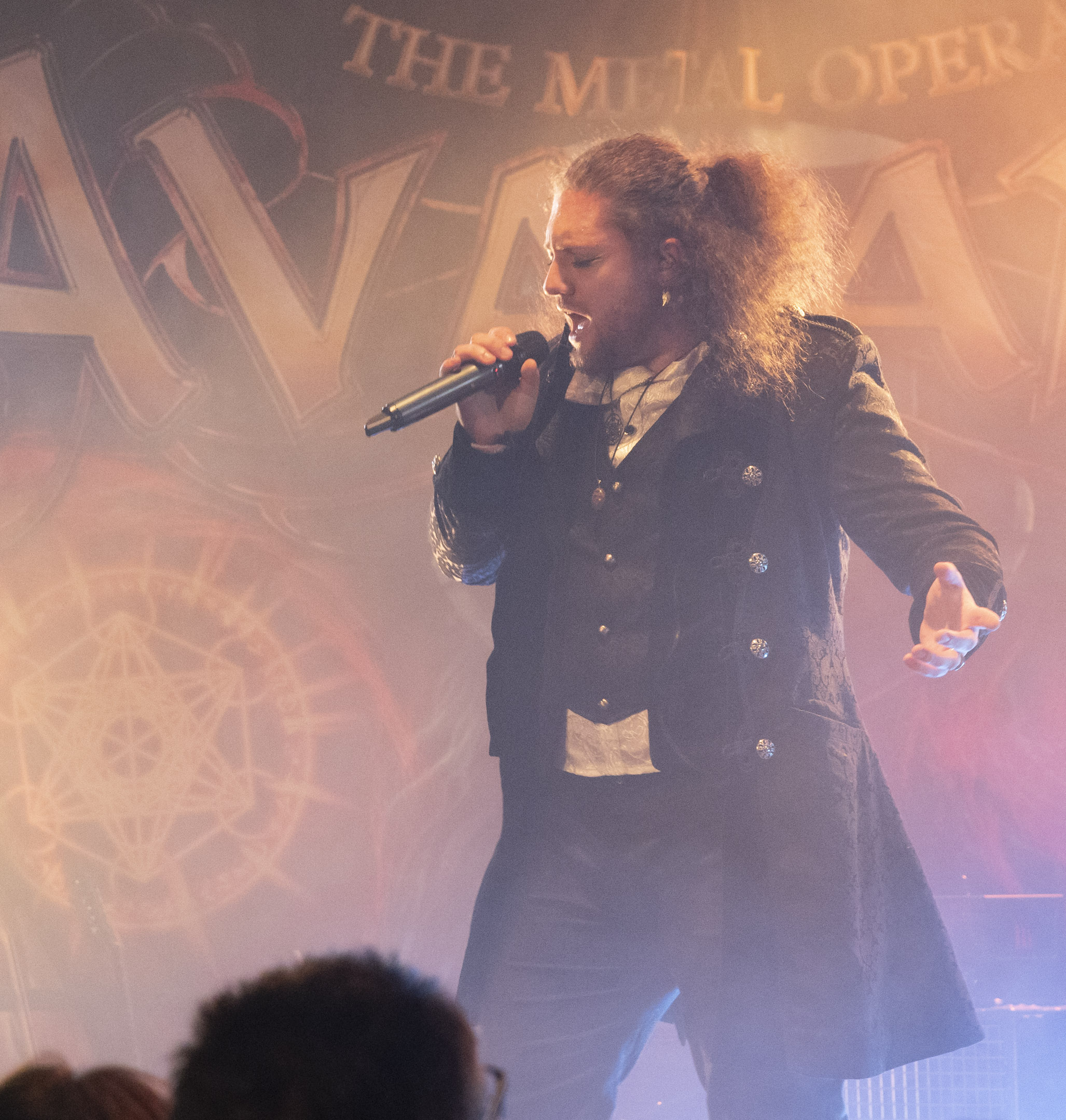
Adrien G. Gzagg - Marseille.
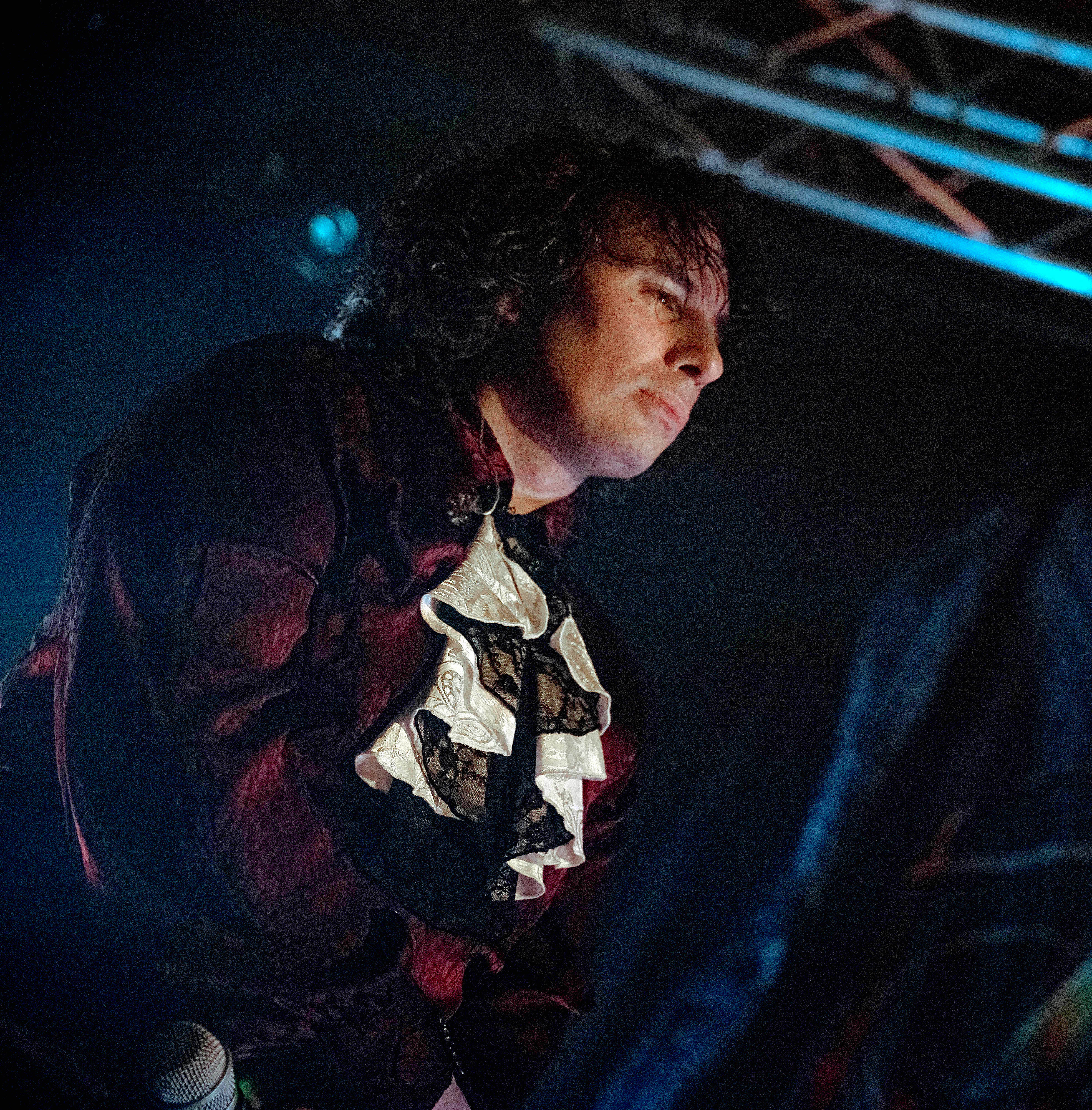
Jeff Kanji - Grenoble.
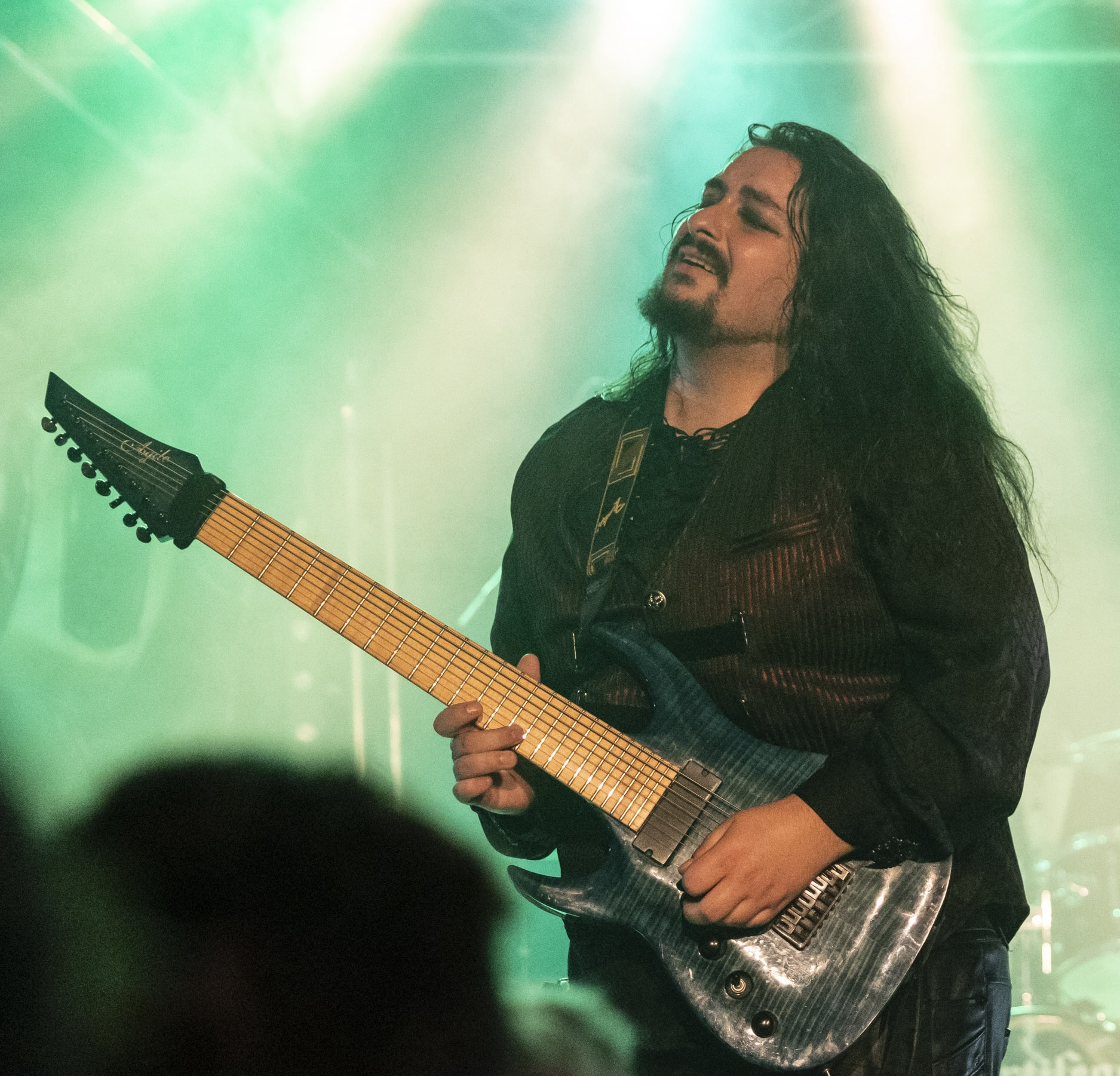
Lucas Martinez - San Donà di Piave (IT).
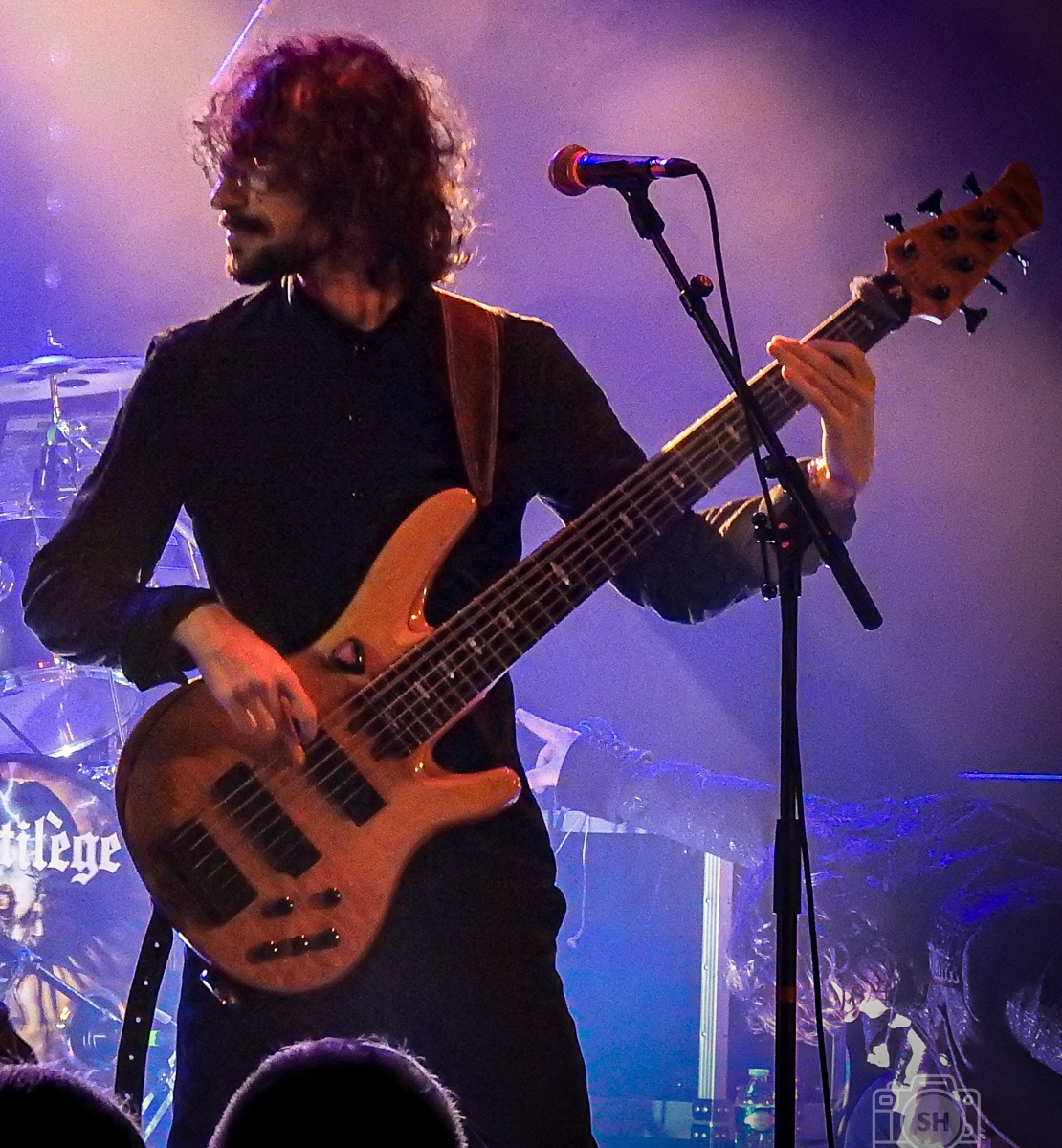
Camille Souffron - Marseille.
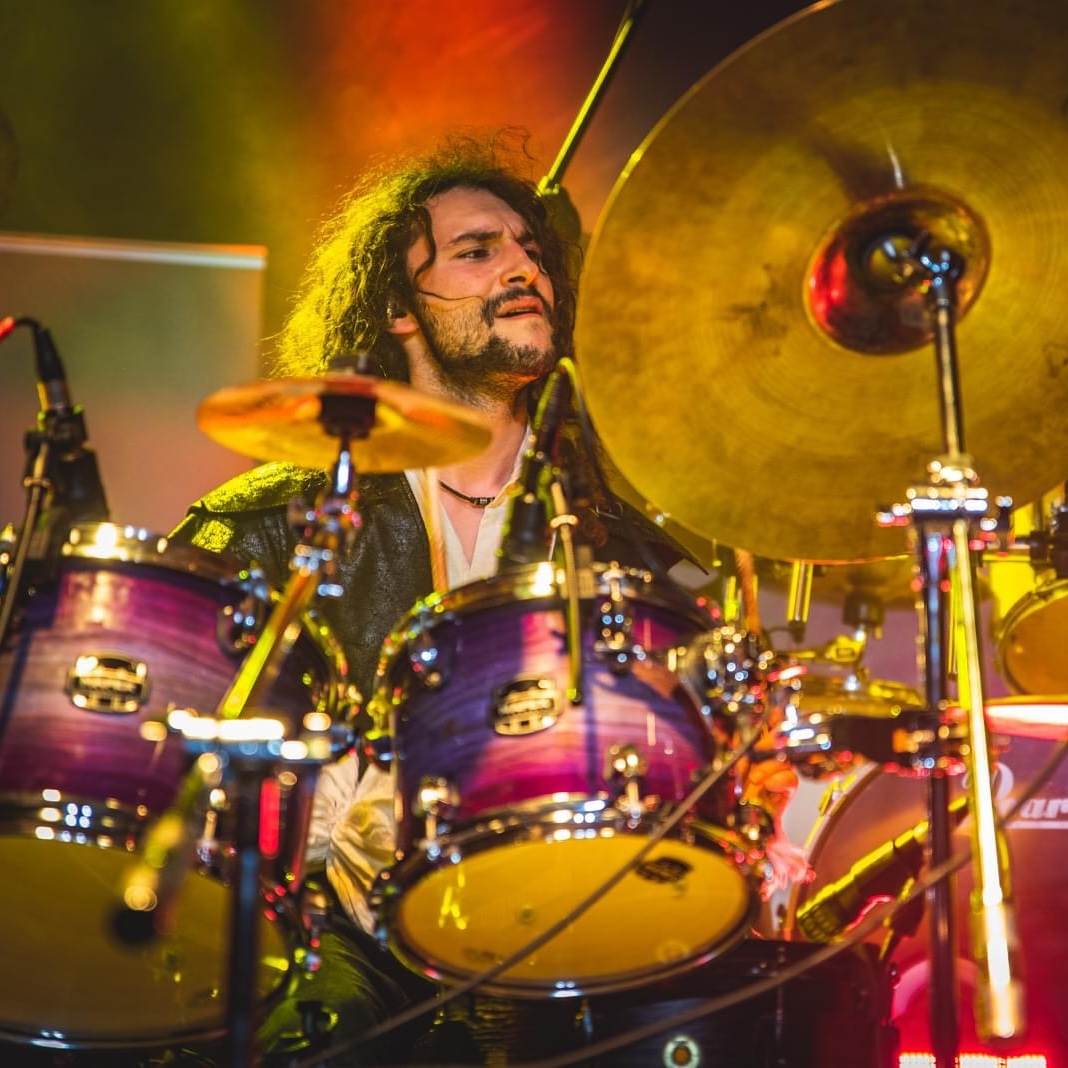
Léo Mouchonay - Lublin (PL).

### Anciens membres
- Christophe Feutrier (2020-2021)

### Invités
À travers ses albums, Avaland assiste à la participation d'invités de marque tels que Zak Stevens (ex-Savatage, TSO), Ralf Scheepers (Primal Fear), Zaher Zorgati (Myrath), Jens Ludwig (Edguy).

## Discographie

### Singles
- 2023 : Crimson Tyranny (feat. Zak Stevens, Madie, Cara)
- 2023 : Betrayers (feat. Madie)
- 2023 : Kingslayer
- 2023 : La Folie Du Sage (feat. Christian « Zouille » Augustin)